# Thure Gustaf von Essen
Thure Gustaf von Essen, född 25 september 1790 på Kavlås, död 30 mars 1860 i Västerås, var en svensk friherre och militär.

## Biografi
von Essen blev redan våren 1791 inskriven som kornett vid Jämtlands hästjägarkår och den 16 april 1805 utnämndes han till fänrik vid Skaraborgs regemente. Den 26 oktober 1808 bytte han från infanteriet och gick till kavalleriet som kornett vid Livregementets husarkår, och han befordrades där till löjtnant den 29 december 1812. Den 5 september 1815 befordrades han till ryttmästare vid regementet samt blev major i armén den 4 juli 1823. Han återgick till Skaraborgs regemente som major den 27 april 1824 samt befordrades slutligen till överstelöjtnant i armén den 11 oktober 1836. Han fick avsked den 30 april 1845.
Av trycket utgav von Essen en skrift om svensk biodling.

### Familj
Thure Gustaf von Essen  var son till Reinhold Jakob von Essen och friherrinnan Gustava Eleonora Rudbeck samt sonson till Fredric Ulric von Essen. Han gifte sig första gången den 17 augusti 1823 med friherrinnan Ulrika Charlotta Cronstedt (1796–1830), som var dotter till majoren  friherre Jakob Otto Cronstedt och dennes hustru friherrinnan Ulrika Eleonora Wrangel af Sauss. Hustrun dog i barnsäng på majorsbostället Friggesby i Kyrkefalla socken. Makarna fick fyra barn, däribland sonen Reinhold von Essen.  Thure Gustaf von Essen gifte om sig den 26 februari 1832 med sin svägerska friherrinnan Hedvig Eleonora Cronstedt (1795–1849). Paret fick inga barn.

## Utmärkelser
- Riddare av Svärdsorden – 21 augusti 1821